# Sorjos
Sorjos (finska Sorjo) var en by Kronoborgs kommun i Karelen i nuvarande Ryssland. Sorjos var den enda byn i Karelen med svensktalande invånare. 
Sorjos svenskspråkiga befolkning hade sitt ursprung i nödåren 1867–1868 då skörden slagit fel och hungersnöden var utbredd. Ett antal familjer från Svenska Österbotten, bland annat från Terjärv, Nedervetil och Pedersöre, slog sig ned i Sorjos över 500 km från sin hembygd. Hovrådet Alexander von Etter erbjöd bönderna att bli torpare på sina ägor i Kronoborg, men de avböjde och fick arrendera gratis jord i 10 år 23 km från Kronoborgs kyrkby. Senare tvingades von Etter sälja sin mark till staten. Sorjosborna löste då in sin arrendemark och blev fria bönder.
Som mest fanns det 213 svensktalande invånare i Kronoborgs kommun och en svensk folkskola verkade i Sorjos. Eftersom de båda språkgrupperna kom bra överens och det vara vanligt med giftermål över språkgränsen började Sorjos sakteliga förfinskas, speciellt efter att järnvägsstationen öppnades 1908. Antalet svenskspråkiga uppgick till cirka 100 under 1900-talets början. Under Vinterkriget 1940 evakuerades alla 83 sorjossvenskar undan den sovjetiska ockupationen, liksom den övriga befolkningen i Karelen. Efter att evakueringen blev slutgiltig 1944 erbjöds sorjosborna mark på Storsarvlax gårds marker i Pernå, dels för att herrgården måste avstå kolonisationsjord, dels för att kommunen ville förbli enspråkigt svensk. Åtta familjer bosatte sig i Pernå, men har med tiden skingrats.